# Cucujomyces intermedius
Cucujomyces intermedius är en svampart som beskrevs av Thaxt. 1917. Cucujomyces intermedius ingår i släktet Cucujomyces och familjen Laboulbeniaceae.   Inga underarter finns listade i Catalogue of Life.